# Hakuhó Šó

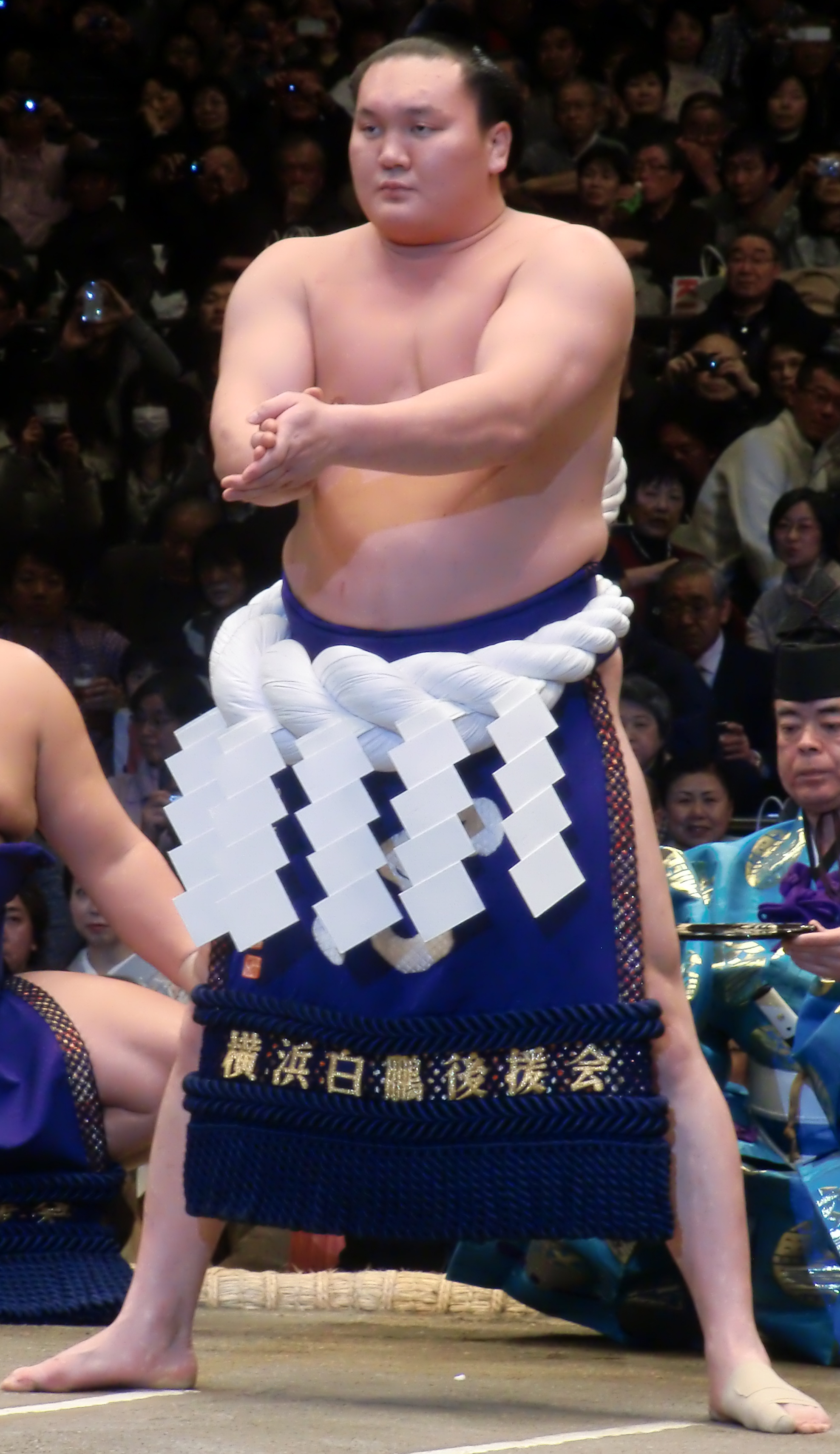
Hakuhó Šó v roce 2012

Hakuhó Šó, japonským písmem 白鵬 翔 (* 11. března 1985 v Ulánbátaru jako Mönchbatyn Davádžargal) je mongolský zápasník sumó, šedesátý devátý držitel titulu jokozuna a jeden ze tří jokozunů, kteří jsou na počátku roku 2015 aktivní. Je příslušníkem profesionální stáje Mijagino, měří 193 centimetrů a váží 157 kilogramů.
Jeho otec Džigdžidín Mönchbat získal pro Mongolsko stříbrnou medaili v zápase na olympiádě v Mexiku. Mönchbatyn odešel v patnácti letech trénovat sumó do Japonska, získal zápasnický pseudonym Hokuhó, což japonsky znamená „Bílý pták Noh“. V květnu 2004 se poprvé dostal do nejvyšší divize makúči a v listopadu téhož roku získal zlatou hvězdu, jak se ve světě sumó označuje vítězství nenasazeného borce nad jokozunou, když senzačně porazil Asašorjúa. V květnu 2006 vyhrál v Tokiu svůj první velký turnaj a v květnu 2007 ho Japonská asociace sumó jmenovala jokozunou.
Je držitelem historického rekordu 33 vítězných turnajů, z toho jedenáct absolvoval bez jediné porážky. V roce 2009 vyhrál 86 zápasů, což je největší počet vítězství jednoho zápasníka v kalendářním roce, a v roce 2010 vyhrál 63 zápasů v řadě, což ho řadí na druhé místo historických tabulek. V roce 2010 obdržel cenu japonského premiéra pro nejlepšího profesionálního sportovce země.